# Jüdischer Friedhof (Warburg)

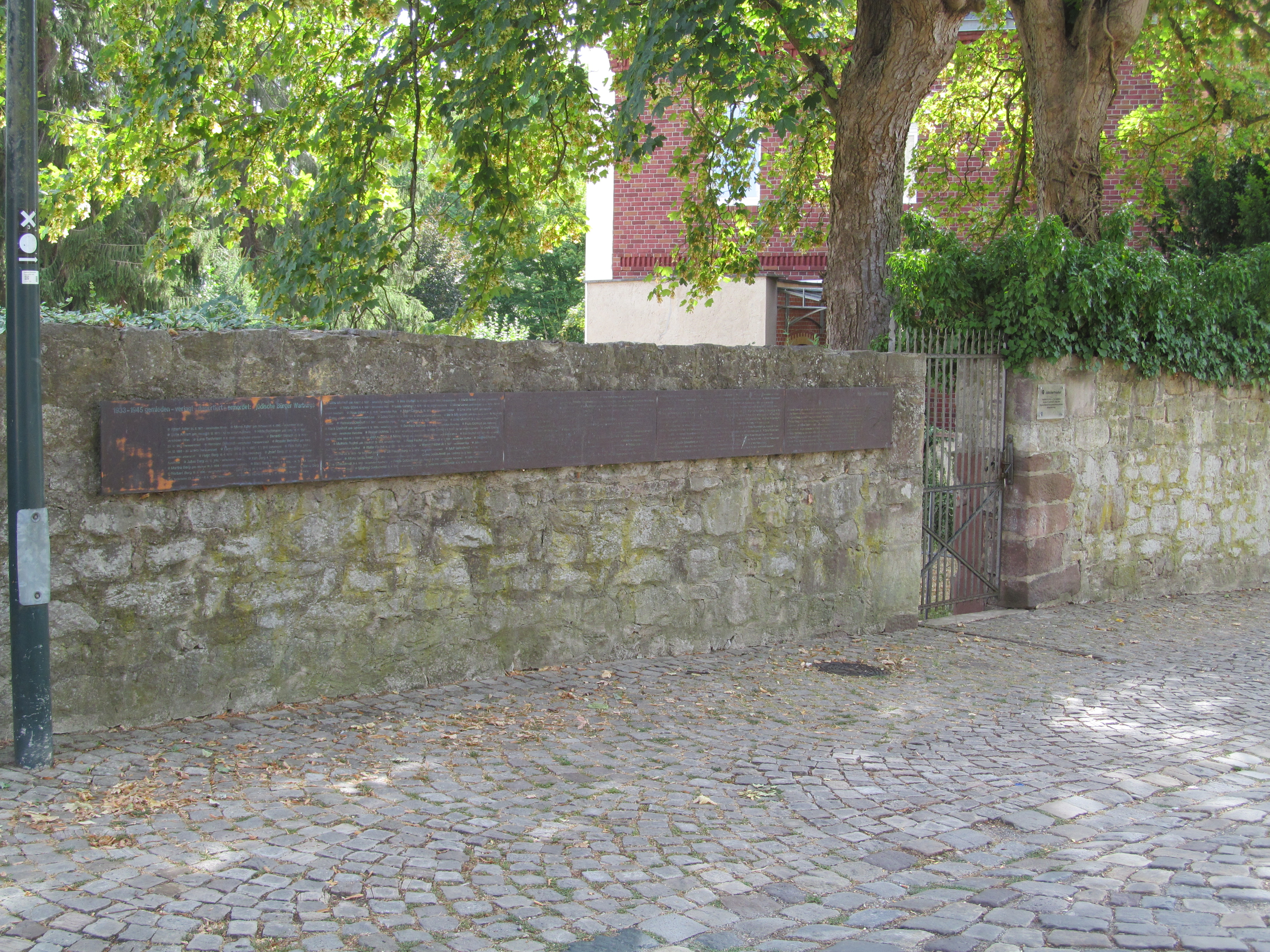
Zugang am Emil-Herz-Platz mit Gedenktafeln für die während der NS-Zeit ermordeten Juden (2018)

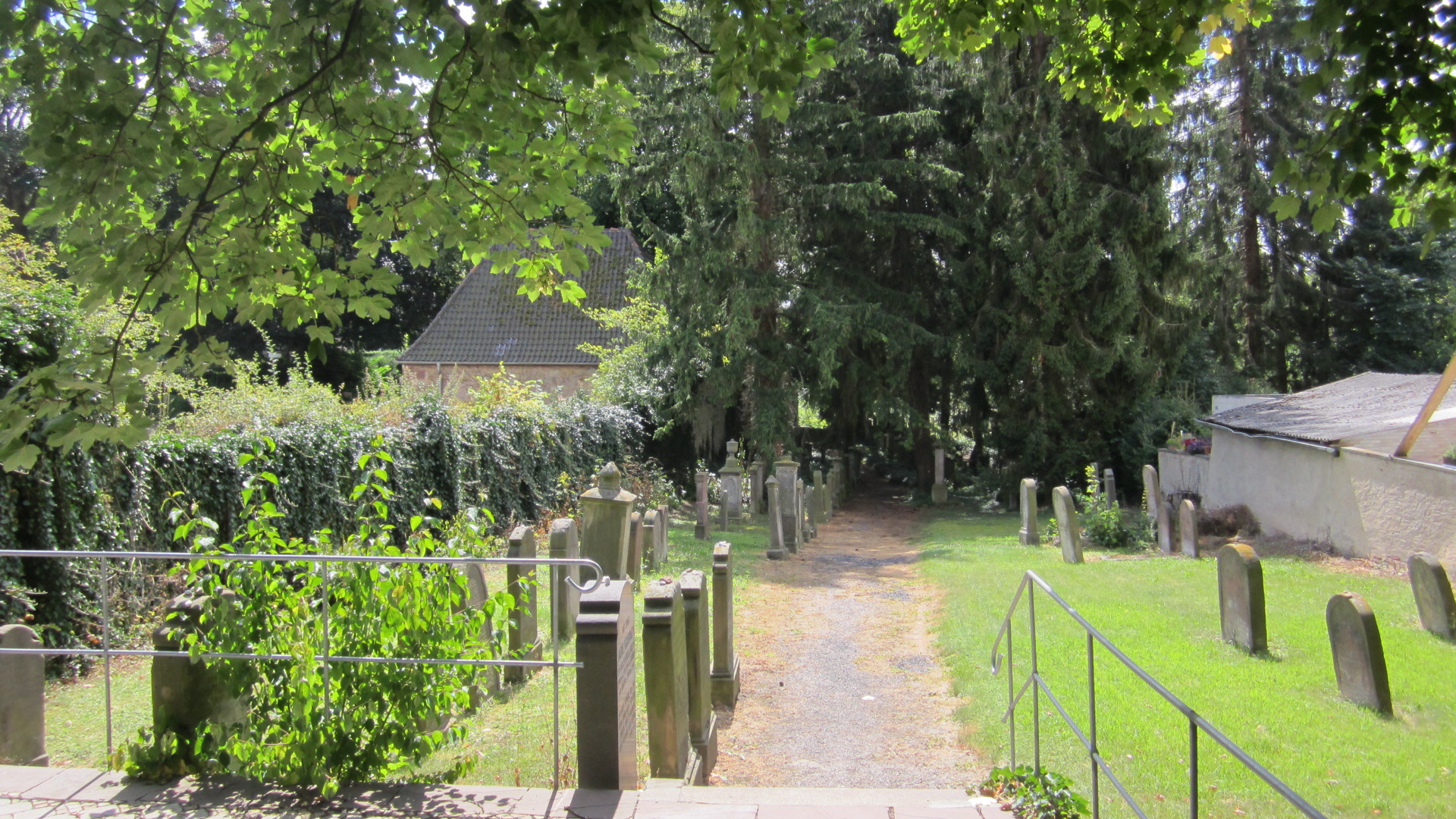
Nördlicher Bereich vom Emil-Herz-Platz aus (2018)

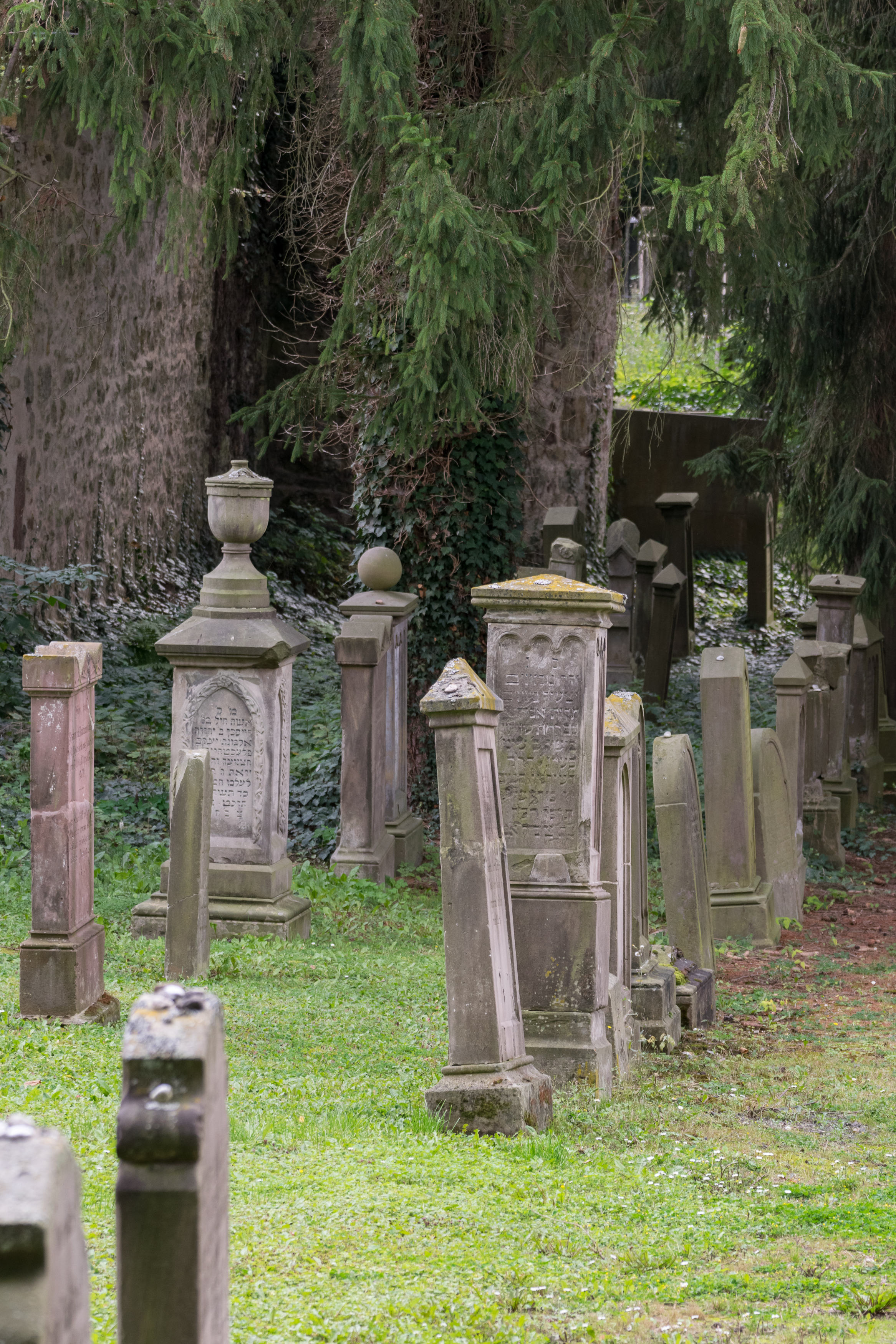
Südlicher Bereich an der Stadtmauer (2015)

Der Jüdische Friedhof Warburg befindet sich in der Stadt Warburg im Kreis Höxter in Nordrhein-Westfalen, in der Nähe des Sackturms am Burggraben. Als jüdischer Friedhof ist er ein Baudenkmal und wurde am 3. Mai 1985 in die Liste der Baudenkmäler in Warburg eingetragen. Auf dem Friedhof sind 285 Grabsteine erhalten.

## Geschichte

### Alter jüdischer Friedhof (1687–1828)
Die Geschichte der jüdischen Gemeinde Warburg geht bis mindestens in das 16. Jahrhundert zurück. Da sie keinen Grundbesitz erwerben konnte und Bestattungen im Stadtgebiet nicht erlaubt waren, pachtete sie zunächst ein Grundstück am Mollhauser Graben nordwestlich der Neustädter Stadtmauer zur Anlage eines eigenen Friedhofes. Dieser Friedhof, der von 1687 bis etwa 1828 belegt wurde, wurde in den Jahren 1758, 1772 und 1796 erweitert. Die Fläche wurde zu der Zeit „Judengraben“ genannt. Heute befinden sich dort keine Grabsteine mehr.

### Neuer jüdischer Friedhof (1820 bis heute)
Nach der Übernahme des ehemaligen Hochstift Paderborn durch Preußen und dem Preußisches Judenedikt von 1812 nutzte die jüdische Gemeinde die Gelegenheit, einen eigenen Friedhof anzulegen. Hierzu erwarb sie um 1820 ein großes und fast ebenes Grundstück am Burggraben, das wieder direkt an der Stadtmauer, hier die ehemalige Burgmauer, grenzte. Gleichzeitig legte die Stadt auf dem ihr gehörenden ehemaligen Burggelände einen neuen städtischen Friedhof an, den Burgfriedhof, so dass beide Friedhöfe, nur durch eine Mauer getrennt, direkt nebeneinander liegen. Der Friedhof wurde von etwa 1828/30 bis 1971 mit über 400 Grabstellen belegt.
Während der nationalsozialistischen Gewaltherrschaft wurden, besonders während der Novemberpogrome 1938, die meisten Grabsteine umgestürzt und viele dabei sehr stark beschädigt. Im September 1945 verlasste die amerikanische Militärregierung die Wiedererrichtung durch Warburger Jugendliche und den Bau eines Mahnmales zum Gedenken an die Opfer nach Entwurf des aus dem Kriegsgefangenenlagers Dössel befreiten polnischen Ingenieurs Edmund Balsam (1888–1954).
1994–95 wurde an der Eingangsmauer eine bronzene Erinnerungstafel mit den Namen der 136 aus dem Warburger Stadtgebiet deportierten jüdischen Bürgerinnen und Bürger angebracht.
Heute gehört der jüdische Friedhof mit seinen knapp 300 Steinen zu den bedeutendsten Anlagen ihrer Art in Westfalen. Trotz der Verwüstungen  hat sich eine große Anzahl historischer Grabmale erhalten, die eine nachhaltige Erinnerung an die jahrhundertelange Teilhabe jüdischer Familien in der Geschichte Warburgs bieten.

## Grabstellen und Gedenksteine bedeutender Personen und Familien

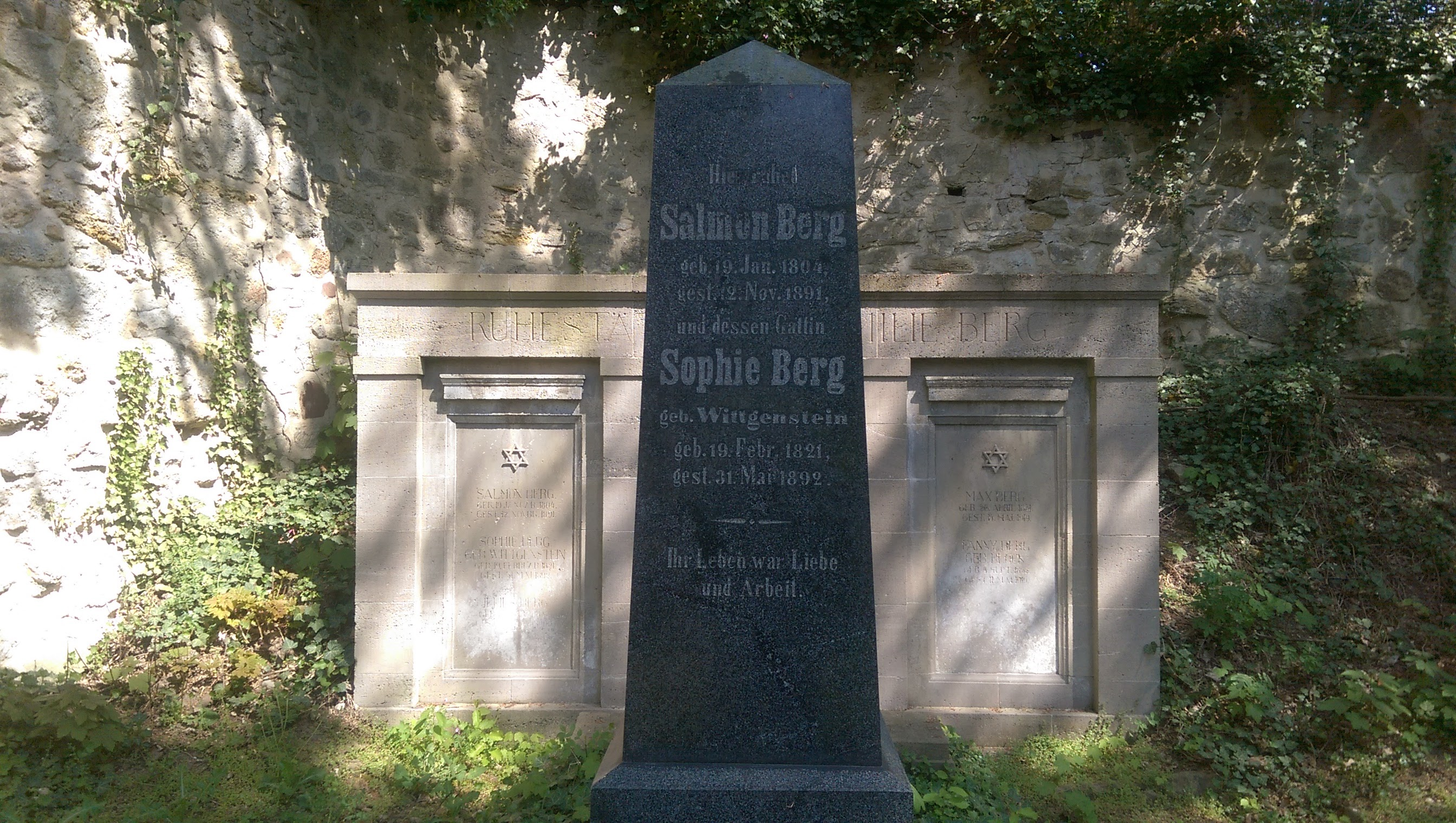
Grabstätte der Familie Berg (2016)

- Salomon Berg u. Sophie geb. Wittgenstein, Max Berg, Fanny Berg
- Meinhard Berg u. Selma geb. Nathanson, Joseph Berg, Martha Berg, Norbert Berg
- Alex Flechtheim
- Israel May u. Bertha geb. Eichenberg
- Moritz Nussbaum
- Louis Wittgenstein u. Lina geb. Berg
- Moses Block u. Friedericke geb. Brandenstein, Siegmund Block u. Paula geb. Levy